# 8471 Obrant
8471 Obrant è un asteroide della fascia principale. Scoperto nel 1983, presenta un'orbita caratterizzata da un semiasse maggiore pari a 2,2070691 UA e da un'eccentricità di 0,2037770, inclinata di 5,29053° rispetto all'eclittica.